# Thyrsochares idiocrossa
Thyrsochares idiocrossa är en fjärilsart som beskrevs av Edward Meyrick 1938. Thyrsochares idiocrossa ingår i släktet Thyrsochares och familjen äkta malar. Inga underarter finns listade i Catalogue of Life.